# Prédicateur
« Prédication » redirige ici. Pour le terme de linguistique, voir Fonction syntaxique#Le rapport de prédication.
« Prédication » redirige ici. Ne pas confondre avec Pédication.

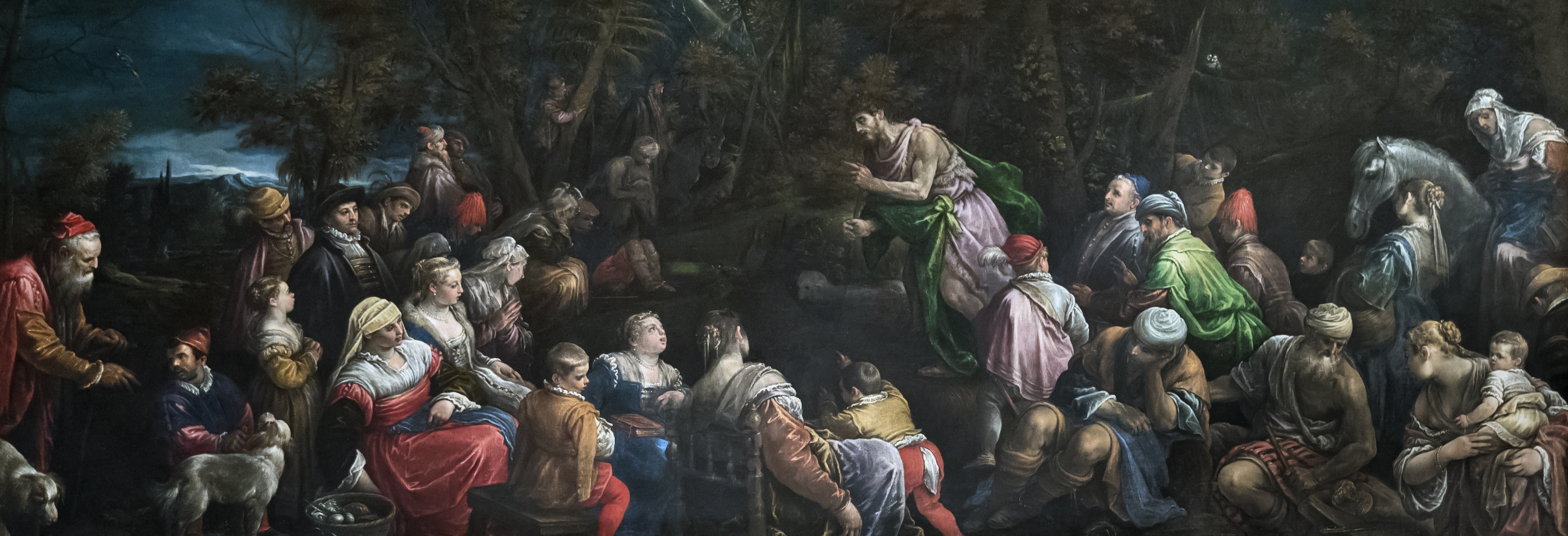
La Prédication du Baptiste, par Francesco Bassano le Jeune, église San Giacomo dall'Orio, Venise.

Un prédicateur (emprunté au bas latin ecclésiastique praedicatio, « action d'annoncer l'Évangile ») est quelqu’un qui parle publiquement des choses de Dieu aux non-croyants et enseigne aux croyants (on dit prêcher). Le prédicateur est celui qui délivre un sermon dans un contexte religieux ou non. Cette activité de prédication est menée par des groupes de prédicateurs itinérants ou fixes.

## Christianisme
Le Nouveau Testament montre  Jésus, Paul de Tarse et les apôtres comme des prédicateurs. La prédication de l'Évangile est liée à l'évangélisation et l’enseignement qui sont la  mission laissée par Christ. Le prédicateur est ainsi celui qui prêche l’Évangile et sa fonction est aussi synonyme d’évangéliste. Selon les écrits du Nouveau Testament, la forme que prend la prédication peut changer selon le type d'apostolat et l'endroit où il est prêché. Un prédicateur peut donner un sermon dans divers contextes et à divers moments.

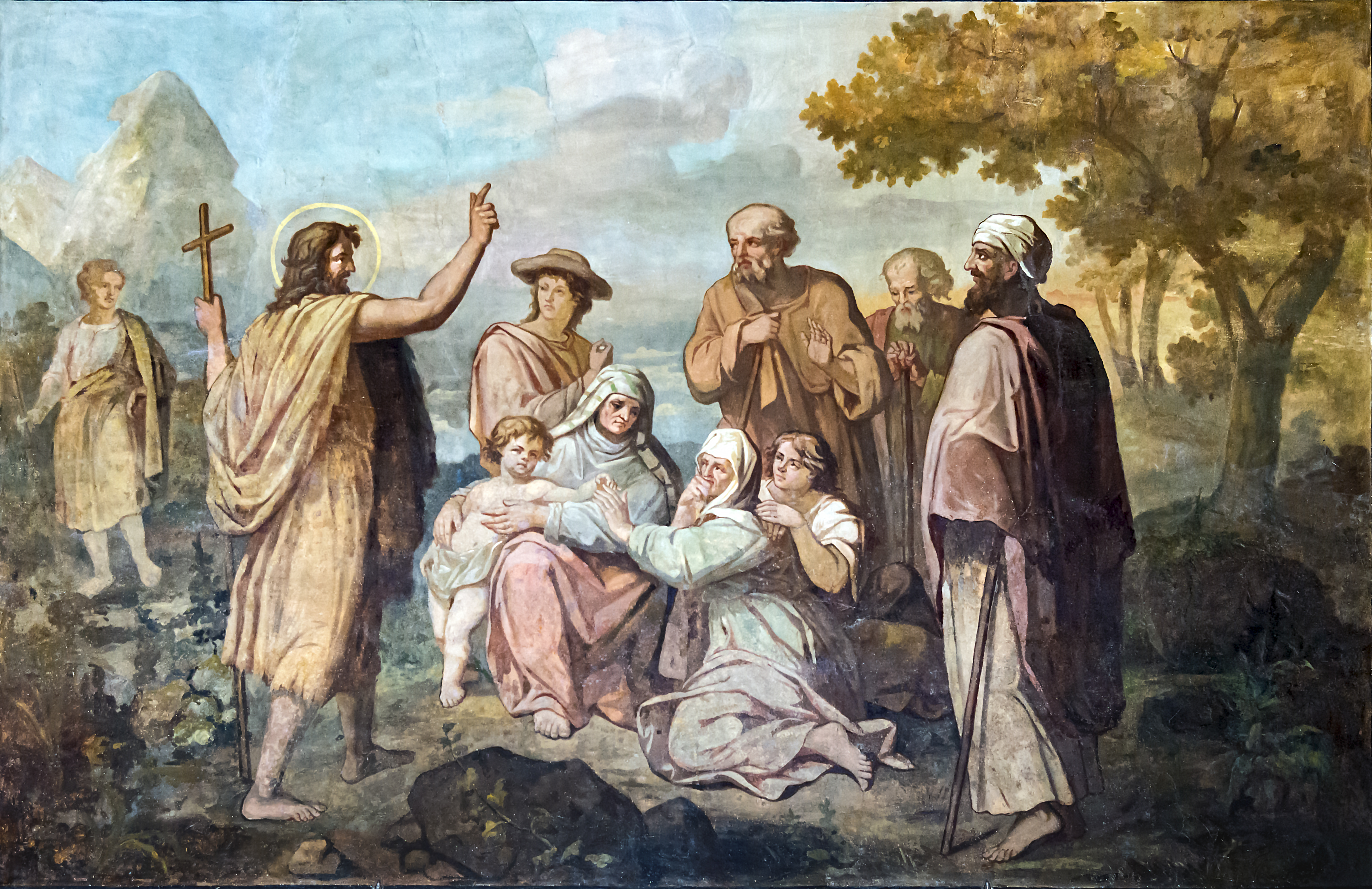
La Prédication de saint Jean-Baptiste, Robert Arsène, 1870, Église Saint-Martin de Castelnau-d'Estrétefonds.

### Catholicisme
Dans le catholicisme, certaines communautés religieuses se sont spécialisées dans la prédication, comme l’ordre des Prêcheurs.

### Protestantisme
Dans le protestantisme, au XIXe siècle, les prédicateurs ont été notamment fort présents lors de camp meetings en plein air sur plusieurs jours. Plusieurs  réveils ont suivi ces prédications.

#### Christianisme évangélique
Dans le christianisme évangélique, en dehors des services, le prédicateur est appelé « évangéliste » est celui qui occupe un ministère d’évangélisation pour les non-croyants (à ne pas confondre avec les "Évangélistes" (avec majuscule) au nombre de quatre, qui furent les auteurs des quatre évangiles du canon : Luc, Mathieu, Jean et Marc). Il peut être invité à parler lors de conférences ou d’évènements spéciaux. Les prédications évangéliques sont diffusées à la radio, sur des chaines de télé (télévangélisme), sur Internet, sur des  portails web, sur le site web des églises,, et via des médias sociaux comme YouTube et Facebook.

## Islam
Dans l’islam, le prédicateur désigne généralement l’imam. Il y a également une distinction entre le prédicateur musulman en général dawa, et celui qui prononce des sermons un vendredi après-midi  khâtib.